# Kate Higgins
Kate Higgins, właśc. Catherine Davis Higgins (ur. 16 sierpnia 1969 w Charlottesville) – amerykańska aktorka głosowa, piosenkarka oraz pianistka jazzowa. Użyczała głosu Sakurze Haruno w amerykańskiej wersji anime Naruto, C.C. w Code Geass, Talho Yūki w Eureka Seven, Saber w Fate/stay night oraz Miles „Tails” Prower w grze Sonic the Hedgehog.

## Filmografia

### Role w anime
- Bobobo-bo Bo-bobo – Denbo
- Bleach – Karin Kurosaki, Nanao Ise, Retsu Unohana, Lilynette Gingerback, Lily, Miyuki, Nemu Kurotsuchi
- Bleach: The Diamond Dust Rebellion  – Yin
- Code Geass: Lelouch of the Rebellion – C.C.
- Digimon Data Squad – Miki Kurosaki
- Eureka Seven – Talho Yūki, Linck
- Fate/stay night – Saber
- Eyeshield 21 – Mamori Anezaki
- Great Teacher Onizuka – dziewczyna
- Initial D – Simone
- Karas – Homura
- Kekkaishi – Ms. Aoki
- Last Exile – Dunya Scheer
- Lucky Star – Nanako Kuroi
- Marmalade Boy – Meiko
- Naruto – Sakura Haruno, Udon
  - Naruto the Movie: Ninja Clash in the Land of Snow
  - Naruto the Movie 2: Legend of the Stone of Gelel
  - Naruto the Movie 3: Guardians of the Crescent Moon Kingdom
- Naruto: Shippūden – Sakura Haruno, Udon
  - Naruto: Shippūden the Movie
  - Naruto Shippūden 2: Bonds
  - Naruto Shippūden 3: Inheritors of the Will of Fire
  - Naruto Shippūden 4: The Lost Tower
- Nodame Cantabile – Megumi „Nodame” Noda
- Sailor Moon – Ami Mizuno / Sailor Mercury
- Saiyuki Reload – Kinkaku
- Samurai Champloo – Yuri, Seyama
- Stellvia  – Akira Kayama
- Tekkonkinkreet – żona Kimury
- Tenjho Tenge – Emi Isuzu
- Tsukihime – Hisui
- Zatch Bell! – Megumi Oumi, Kolulu, Laila

### Role w serialach animowanych
- Alpha and Omega 2: A Howl-iday Adventure – Kate, Stinky, Lilly
- Alpha and Omega 3: The Great Wolf Games – Kate/Stinky
- Niesamowity świat Gumballa – Anais Watterson jako dorosła
- Animalia – Allegra Alligator, Melba Micely
- Barbie i sekret wróżek – Taylor
- Batgirl: Year One – Barbara Gordon/Batgirl
- El Chavo – Popis, Doña Florinda, Godinez (angielska wersja: Phoebe, Mrs. Worthmore, Gordon)
- Ever After High – Briar Beauty
- Final Fantasy VII: Advent Children Complete (2009) – Inhabitants of Midgar Edge
- Legenda Korry – Toph Bei Fong (dorosły)
- Monster High – Frankie Stein/ Catrine DeMew (2010-)
- Scooby Doo i Brygada Detektywów – Principal Quinlan, Major Janet Nettles, Kelnerka Wampir, Mama Randiego
- Scooby Doo: Upiór w operze – Meg Gale, Cathy
- Jej Wysokość Zosia – księżniczka Aurora (zastąpiła Jennifer Hale)
- Tutenstein – Katie – Episode: Irresistible You
- Wolverine and the X-Men – Scarlet Witch, Pixie

### Gry Video
- APB Reloaded – Akiko X
- BlazBlue: Continuum Shift – Imperator Librarius/Saya/Izanami, Torakaka
- BlazBlue: Chronophantasma – Imperator Librarius/Saya/Izanami, Torakaka
- Bleach: The 3rd Phantom – Shiyo, Retsu Unohana
- Bleach: Soul Resurrección – Lilynette Gingerback
- Broken Age – Bottled Water Maiden, Anastasia, Yarn Pal #2
- Cross Edge – Marie
- Culdcept Saga – Rilara
- Dead or Alive 5/Dead or Alive 5 Ultimate – Tina Armstrong, Momiji
- Dead or Alive: Dimensions – Tina Armstrong
- Dead or Alive Xtreme 2 – Tina Armstrong
- Dead or Alive Paradise – Tina Armstrong
- Final Fantasy XIII – Cocoon Inhabitants
- Final Fantasy XIV – Various
- Fire Emblem: Awakening – Lissa
- Hyperdimension Neptunia – IF
- Hyperdimension Neptunia Mk2 – IF
- Hyperdimension Neptunia Victory – IF
- Lightning Returns: Final Fantasy XIII
- MagnaCarta 2 – Rue
- Mana Khemia: Alchemists of Al-Revis – Jessica Philomele
- Marvel Heroes – Scarlet Witch, Jocasta
- Marvel vs. Capcom 3: Fate of Two Worlds
- Naruto series – Sakura Haruno
- Ninja Gaiden Sigma 2 – Momiji, Obaba
- Ninja Gaiden 3 – Momiji, Obaba
- Resident Evil 6 – Deborah Harper
- Saints Row 2
- Sonic the Hedgehog  – Miles „Tails” Prower, Wave the Swallow and Classic Tails (2010–2013)
- Tales of Graces – Asbel Lhant (dziecko), Pascal
- Tales of the Abyss – Arietta the Wild
- The World Ends With You – Uzuki Yashiro and Raimu „Rhyme” Bito
- Trinity Universe – Tsubaki
- Valkyria Chronicles – Cordelia gi Randgriz, Martha Lipponen, Freesia York
- Zatch Bell! Mamodo Battles – Megumi Oumi, Laila
- Zatch Bell! Mamodo Fury – Megumi Oumi, Kolulu, Laila
- Zeno Clash: Ultimate Edition – Deadra